# Verwaltungsgemeinschaft Langer Berg
De Verwaltungsgemeinschaft Langer Berg was een gemeentelijk samenwerkingsverband van vier gemeenten in het landkreis Ilm-Kreis in de Duitse deelstaat Thüringen. Het bestuurscentrum bevond zich in de stad Gehren. Op 31 december 2013 werd Möhrenbach opgenomen in de gemeente Gehren. Op 6 juli 2018 werd het samenwerkingsverband opgeheven evenals de gemeenten Gehren en Pennewitz, die werden opgenomen in de gemeente Ilmenau. De gemeenten Herschdorf en Neustadt am Rennsteig werden opgenomen in de Verwaltungsgemeinschaft Großbreitenbach.

## Deelnemende gemeenten
De volgende gemeenten maakten deel uit van de Verwaltungsgemeinschaft:
- Gehren (stad)
- Herschdorf
- Möhrenbach
- Neustadt am Rennsteig
- Pennewitz